# Gorgoris
Gorgoris é uma figura lendária, supostamente filho de Eritreu, faz parte da lista de reis lendários mencionados por vários autores portugueses e espanhóis (entre os séculos XVI e XVIII).
Gorgoris está muitas vezes associado a Abidis numa antiga lenda da cidade de Santarém. Teria tido a alcunha de "Melícola" por ter introduzido colmeias e o consumo de mel.

## Monarchia Lusytana (de Bernardo Brito)
Bernardo de Brito, na Monarchia Lusytana, refere que Gorgoris teria ficado tão famoso com a introdução das colmeias e do consumo de mel, que após a morte de Eritreu, teria sido escolhido pela população para governante.
É mencionado na Monarchia Lusytana no Capítulo 21:

De Gorgoris, rei de Lusitania, do que em seu tempo sucedeu neste reino, com algumas coisas particulares, que os autores referem deste tempo.

Durante a regência de Gorgoris teria desembarcado em Lisboa a Armada de Ulisses, vinda da Guerra de Troia. Ulisses terá construído um Templo a Atena (Minerva), cujos lemes, gáveas e âncoras seriam ainda visíveis no tempo de Ascle̟pides, Possidónio e Artemidoro, conforme diz Estrabão.
Ulisses teria ficado enamorado de Calipso, aqui entendida como filha do rei Gorgoris, e mãe de Abidis, atrasando a sua partida para Ítaca.
Brito refere ainda que neste mesmo tempo teriam chegado as naus de Diomedes à região de Entre Douro e Minho.
Estes episódios são mencionados na Monarchia Lusytana no Capítulo 22:

Da vinda de Ulisses a Portugal, e da fundação da famosa cidade de Lisboa, feita por este capitão, com algumas coisas a este propósito.